# Pahajärvi (Pajala socken, Norrbotten)
Pahajärvi är en sjö i Pajala kommun i Norrbotten och ingår i Torneälvens huvudavrinningsområde. Pahajärvi ligger i Torne och Kalix älvsystem Natura 2000-område.